# Indische Wüstenrennratte
Die im südwestlichen Asien verbreitete Indische Wüstenrennratte (Meriones hurrianae) ist ein Nagetier in der Gattung der Rennratten. Sie ist der einzige Vertreter der Untergattung Cheliones. Der Artzusatz im wissenschaftlichen Namen und der deutsche Name beziehen sich auf den Fundort des Typusexemplars in der Gemeinde Hurriana im heutigen Desert-Nationalpark in Indien.

## Merkmale
Diese mittelgroße Rennratte erreicht eine Kopf-Rumpf-Länge von 115 bis 143 mm, eine Schwanzlänge von 100 bis 151 mm und ein Gewicht von etwa 70 g. Die Hinterfüße sind 27 bis 36 mm lang und die Länge der Ohren beträgt 10 bis 14 mm. Weibchen sind allgemein etwas kleiner und leichter als Männchen. Oberseits ist kurzes und helles graubraunes Fell vorhanden, während die Unterseite von hellgrauen bis cremefarbenen Fell bedeckt ist. Typisch sind kleine Augen und eine schwarze Quaste an der Schwanzspitze. Der Schwanz ist meist etwas kürzer als Kopf und Rumpf zusammen, was die Art von anderen Rennratten unterscheidet. Bei der Indischen Wüstenrennratte ist die Unterseite der Füße nackt und die Krallen sind schwarz gefärbt. Weitere Unterschiede zu anderen Rennratten liegen in abweichenden Details des Schädels.

## Verbreitung
Das Verbreitungsgebiet ist im Westen ein schmaler Streifen entlang der Küste vom Golf von Oman in Iran bis zum östlichen Pakistan und anschließend eine breite Zone im Grenzbereich Pakistan/Indien in der Thar-Wüste und in benachbarten Landschaften. Die Indische Wüstenrennratte hält sich vorwiegend im Hügelland zwischen 75 und 300 Meter Höhe auf. Außer Wüsten werden trockene Savannen, andere Grasländer, Strauchflächen und Feldraine bewohnt.

## Lebensweise

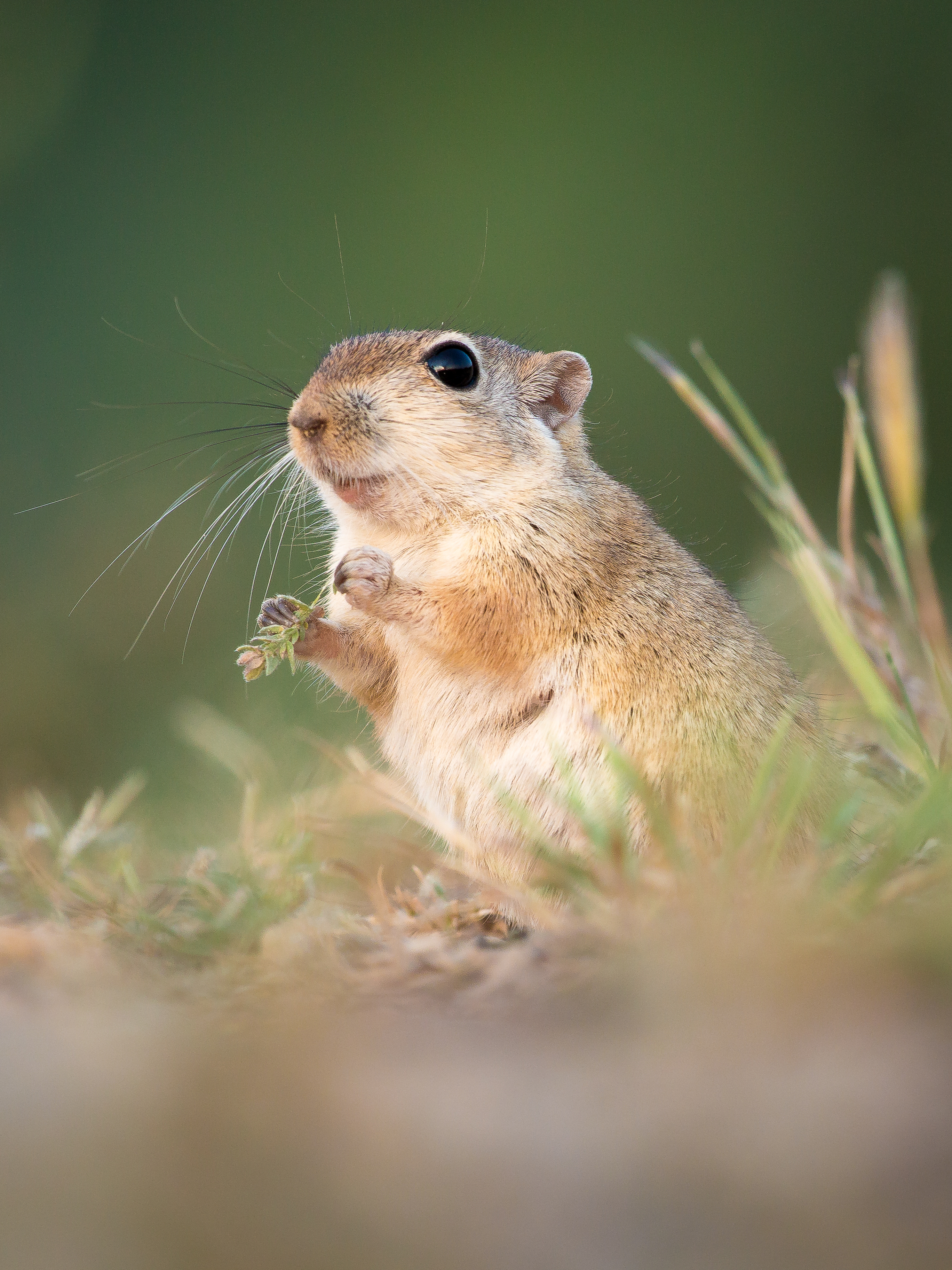
Indische Wüstenrennratte mit Nahrung

Eine Gruppe von 5 bis 20 Tieren lebt in einem unterirdischen Bau. Dieser besteht aus mehren Tunneln, Kammern und 3 bis 15 Ausgängen. Dabei liegen die tiefsten Teile 50 bis 200 cm unter dem Grund. Die Nahrung besteht aus Pflanzensamen, Blumen, Kräutern und anderen grünen Pflanzenteilen. Bei manchen Kolonien werden unabhängig von der Jahreszeit Nahrungsvorräte angelegt.
Allgemein kann die Paarung über das gesamte Jahr verteilt stattfinden. Im indischen Bundesstaat Rajasthan wurden die meisten Neugeborenen in den Monaten Februar/März und Juli/August festgestellt. Bei Weibchen sind bis zu vier Würfe pro Jahr möglich und ein Wurf enthält etwa vier Nachkommen. Liegt die Außentemperatur über 38 °C findet keine Fortpflanzung statt. Gewöhnlich können sich Weibchen kurz nach der Geburt erneut paaren. Die Neugeborenen sind bei Geburt blind und nackt. Sie öffnen ihre Augen nach ungefähr 15 Tagen und werden etwa drei Wochen gesäugt.

## Gefährdung
Regional wirkt sich die Umwandlung der Wüsten in Ackerland negativ auf den Bestand aus. In manchen Gebieten wird die Indische Wüstenrennratte als Wildfleischlieferant gejagt. Einige Tiere sterben in Fallen, die gegen Landwirtschaftsschädlinge aufgestellt wurden. Im Verbreitungsgebiet wurden verschiedene Pflanzen eingeführt, die den ursprünglichen Bewuchs ersetzen. Der Desert-Nationalpark trägt auch zur Erhaltung dieser Art bei. Die IUCN listet diese Rennratte aufgrund nur geringfügiger Populationsabnahme als nicht gefährdet (least concern).